# جایزه بزرگ ایتالیا ۱۹۶۹
جایزه بزرگ ایتالیا ۱۹۶۹ (انگلیسی: ‎1969 Italian Grand Prix‎) یک مسابقهٔ موتوری در رشتهٔ اتومبیل‌رانی فرمول یک بود که در تاریخ ۷ سپتامبر ۱۹۶۹ در پیست ناتزیوناله مونتزا واقع در مونتزا، ایتالیا برگزار شد. این گراند پری در میان ۱۱ گراند پری در فصل ۱۹۶۹، مسابقهٔ شمارهٔ ۸ بود.
در این مسابقه که در ۶۸ دور و به مسافت ۳۹۱٫۰۰۰ کیلومتر (۲۴۲٫۹۵۶ مایل) برگزار شد، پول پوزیشن توسط جوهن رایندت کسب شد و سریع‌ترین زمان برای طی یک دور پیست که برابر با ۱:۲۵٫۲ بود نیز توسط ژان-پیر بلتویز به ثبت رسید.
جکی استوارت از تیم ماترا-فورد، جوهن رایندت از تیم لوتوس-فورد و ژان-پیر بلتویز از تیم ماترا-فورد به‌ترتیب مقام‌های اول تا سوم مسابقه را کسب کردند.

## رده‌بندی قهرمانی پس از مسابقه
|       | جایگاه | راننده         | امتیاز |
| ----- | ------ | -------------- | ------ |
|       | ۱      | جکی استوارت    | ۶۰     |
| ۱     | ۲      | بروس مک‌لارن    | ۲۴     |
| ۱     | ۳      | ژاکی ایکس      | ۲۲     |
|       | ۴      | گراهام هیل     | ۱۹     |
| ۱     | ۵      | ژان-پیر بلتویز | ۱۶     |
| منبع: |        |                |        |

|       | جایگاه | سازنده      | امتیاز  |
| ----- | ------ | ----------- | ------- |
|       | ۱      | ماترا-فورد  | ۶۰      |
| ۱     | ۲      | لوتوس-فورد  | ۳۴      |
| ۱     | ۳      | برابام-فورد | ۳۰      |
|       | ۴      | مک‌لارن-فورد | ۲۷ (۲۹) |
|       | ۵      | فراری       | ۵       |
| منبع: |        |             |         |

یادداشت
- تنها پنج جایگاه نخست از هر رده‌بندی نمایش داده شده‌است.